# Vuelta a Chiriquí 2020
La Vuelta Internacional a Chiriquí  2020 est la quarantième édition de la Vuelta a Chiriquí. Elle se dispute du 24 au 28 novembre 2020, au Panama.
La Vuelta a Chiriquí bénéficie du soutien de l'Institut panaméen du Sport (Instituto Panameño de Deportes) et de la Fédération panaméenne de cyclisme (FEPACI). L'épreuve se dispute sur cinq étapes qui développent un peu moins de 502 kilomètres. Six grands prix de la montagne et sept sprints intermédiaires sont répertoriés sur le parcours. Dix-neuf équipes sont présentes au départ provenant de différents pays tels que le Costa Rica, la Colombie, le Guatemala et le Panama.
La compétition voit la victoire du Panaméen Christofer Jurado. Le coureur chorreano prend la tête du classement général, à l'issue de la troisième étape disputée en contre-la-montre, pour ne plus la quitter. Christofer Jurado s'impose avec 1 min 20 s d'avance sur le Costaricien Gabriel Rojas et 3 min 23 s sur le vainqueur de l'édition précédente Franklin Archibold.

## Les étapes
| Étape     | Date        | Villes étapes                                                        |                                         | Distance (km) | Vainqueur d’étape  | Leader du classement général |
| --------- | ----------- | -------------------------------------------------------------------- | --------------------------------------- | ------------- | ------------------ | ---------------------------- |
| 1re étape | 24 novembre | David - Juay (es) - David                                            | Étape de plaine                         | 124           | Christofer Jurado  | Christofer Jurado            |
| 2e étape  | 25 novembre | David - Gualaca - Caldera - Potrerillos - Cordillera                 | Étape de montagne                       | 130           | Mardoqueo Vásquez  | Gabriel Rojas                |
| 3e étape  | 26 novembre | Chiriquí - Caldera                                                   | Contre-la-montre individuel en montagne | 32,7          | Christofer Jurado  | Christofer Jurado            |
| 4e étape  | 27 novembre | David - San Lorenzo (es) - David - Dolega - Boquete - Alto Jaramillo | Étape de montagne                       | 124           | Alfredo Ajpacajá   | Christofer Jurado            |
| 5e étape  | 28 novembre | Circuit dans David                                                   | Étape de plaine                         | 91,9          | Franklin Archibold | Christofer Jurado            |

## Classement général individuel
Quatre-vingts coureurs terminent l'épreuve.
| \| Classement général \| Classement général \| Classement général \| Classement général \| Classement général \| \| Coureur \| Coureur \| Pays \| Équipe \| Temps \| \| ------------------ \| ------------------ \| ------------------ \| ------------------------------- \| ------------------ \| \| 1er \| Christofer Jurado \| Panama \| Terengganu Inc-TSG Cycling Team \| 12 h 42 min 37 s \| \| 2e \| Gabriel Rojas \| Costa Rica \| Costa Rica \| + 1 min 20 s \| \| 3e \| Franklin Archibold \| Panama \| Panama \| + 3 min 23 s \| \| 4e \| Mardoqueo Vásquez \| Guatemala \| Guatemala \| + 4 min 45 s \| \| 5e \| Alfredo Ajpacajá \| Guatemala \| Guatemala \| + 5 min 04 s \| \| 6e \| Bryan Salas \| Costa Rica \| 7C-CBZ Asfaltos-Economy \| + 5 min 16 s \| \| 7e \| Alex Strah \| Panama \| Panama \| + 5 min 28 s \| |                    |            |                                 |                  |
| |                    |            |                                 |                  |
| Source : Cycling Archives |                    |            |                                 |                  |
| Classement général |                    |            |                                 |                  |
| Coureur | Coureur            | Pays       | Équipe                          | Temps            |
| 1er | Christofer Jurado  | Panama     | Terengganu Inc-TSG Cycling Team | 12 h 42 min 37 s |
| 2e | Gabriel Rojas      | Costa Rica | Costa Rica                      | + 1 min 20 s     |
| 3e | Franklin Archibold | Panama     | Panama                          | + 3 min 23 s     |
| 4e | Mardoqueo Vásquez  | Guatemala  | Guatemala                       | + 4 min 45 s     |
| 5e | Alfredo Ajpacajá   | Guatemala  | Guatemala                       | + 5 min 04 s     |
| 6e | Bryan Salas        | Costa Rica | 7C-CBZ Asfaltos-Economy         | + 5 min 16 s     |
| 7e | Alex Strah         | Panama     | Panama                          | + 5 min 28 s     |

## Évolution des classements
| Étapes             | Vainqueur          | Classement général | Classement des moins de 23 ans | Classement Master | Classement de la montagne | Classement par points | Classement du meilleur panaméen | Classement par équipes |
| ------------------ | ------------------ | ------------------ | ------------------------------ | ----------------- | ------------------------- | --------------------- | ------------------------------- | ---------------------- |
| 1re étape          | Christofer Jurado  | Christofer Jurado  | Gabriel Rojas                  | Fernando Ureña    | Fredd Matute              | Christofer Jurado     | Christofer Jurado               | Sélection du Guatemala |
| 2e étape           | Mardoqueo Vásquez  | Gabriel Rojas      | Gabriel Rojas                  | Edward Castillo   | Mardoqueo Vásquez         | Christofer Jurado     | Christofer Jurado               | Sélection du Guatemala |
| 3e étape           | Christofer Jurado  | Christofer Jurado  | Gabriel Rojas                  | Edward Castillo   | Mardoqueo Vásquez         | Christofer Jurado     | Christofer Jurado               | Sélection Claro Panama |
| 4e étape           | Alfredo Ajpacajá   | Christofer Jurado  | Gabriel Rojas                  | Edward Castillo   | Mardoqueo Vásquez         | Christofer Jurado     | Christofer Jurado               | Sélection Claro Panama |
| 5e étape           | Franklin Archibold | Christofer Jurado  | Gabriel Rojas                  | Edward Castillo   | Mardoqueo Vásquez         | Christofer Jurado     | Christofer Jurado               | Sélection Claro Panama |
| Classements finals | Classements finals | Christofer Jurado  | Gabriel Rojas                  | Edward Castillo   | Mardoqueo Vásquez         | Christofer Jurado     | Christofer Jurado               | Sélection Claro Panama |